# Bali (rei mitològic)

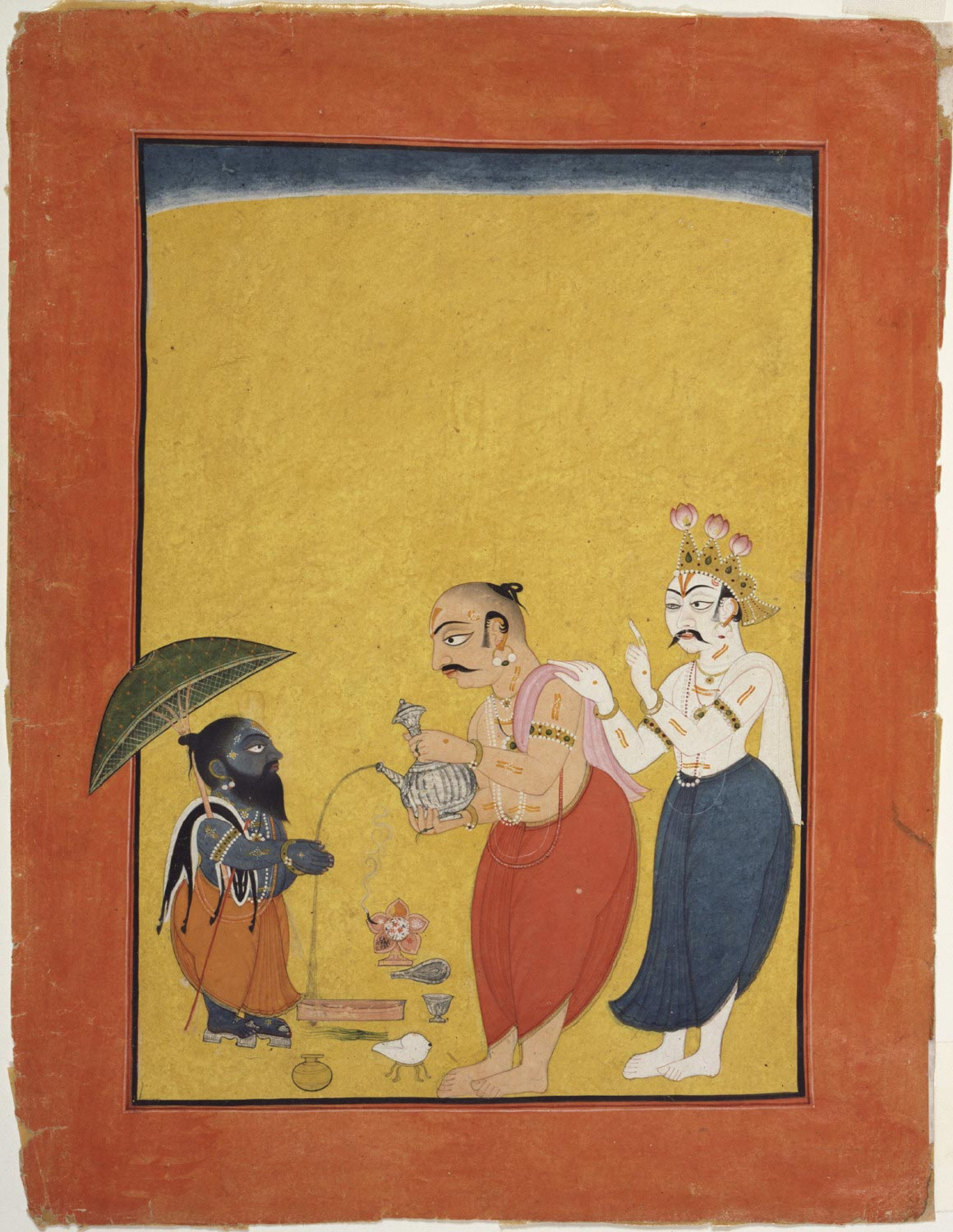
Malgrat l'avís del seu mestre Sukracaria, Bali promet (amb una libació) donar-li tres passos al nan avatar Vamana

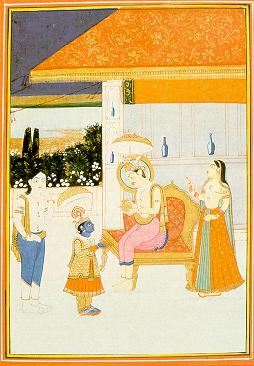
L'avatar nan Vamana demana tres passos de terra a Bali Maharax

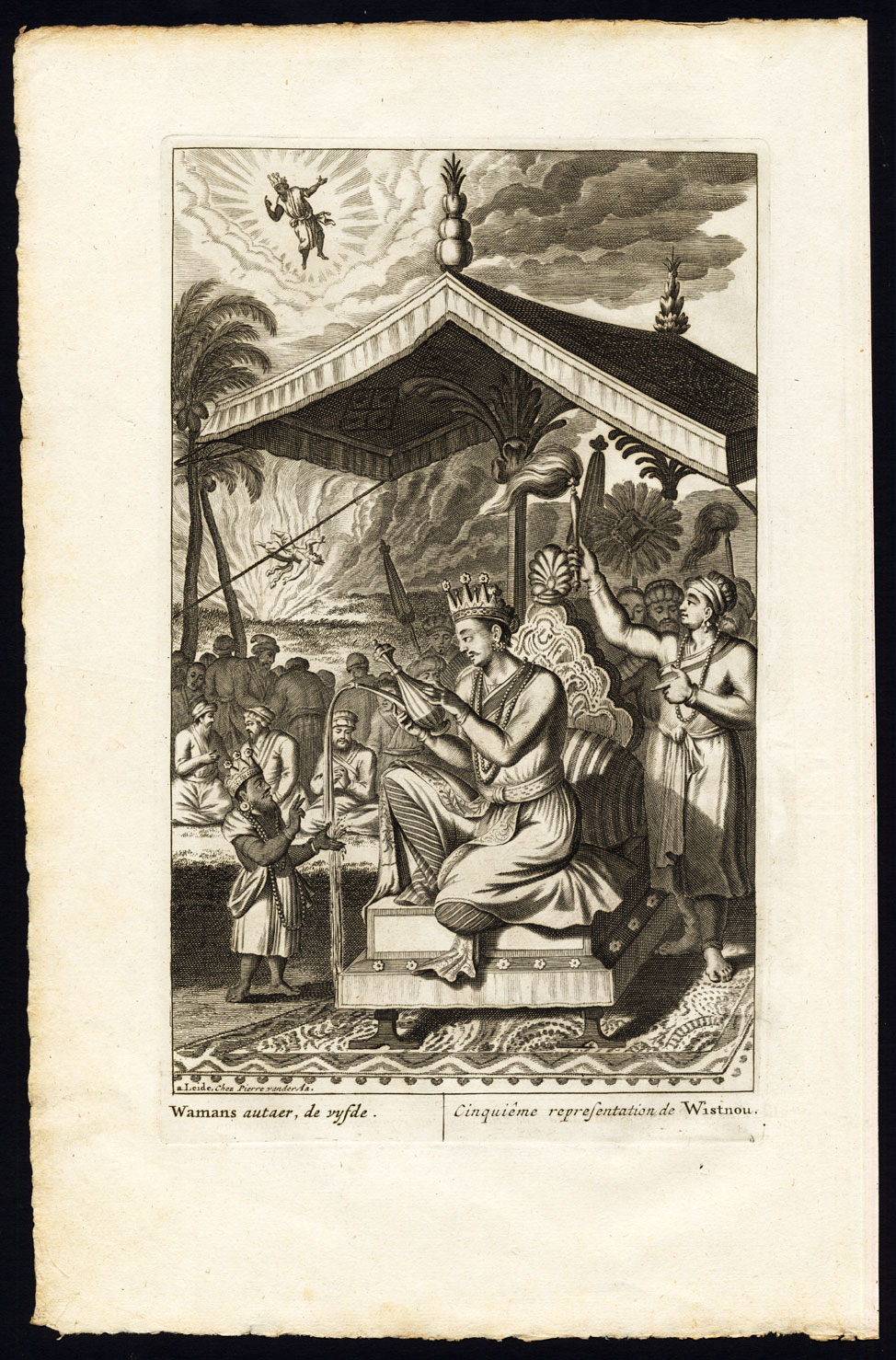
Vamana li demana tres passos a Bali

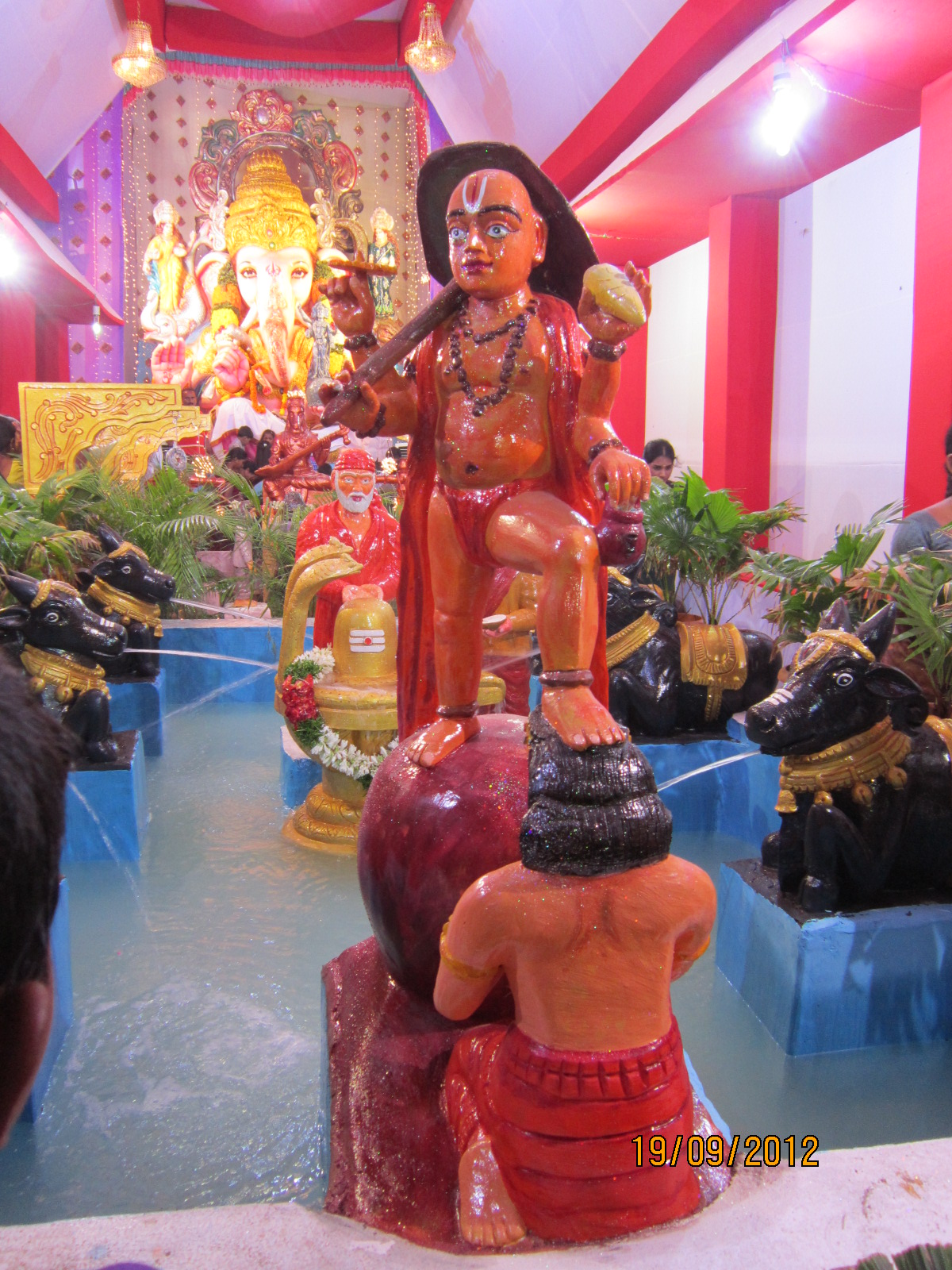
Vamana aixafa el cap de Bali

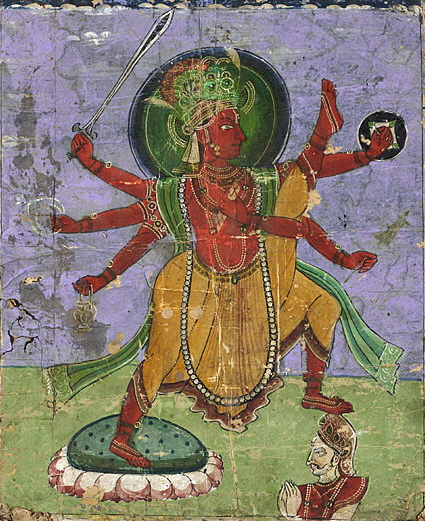
Vamana aixafa a Bali i l'envia a l'inframon

Bali és un rei mitològic de l'Índia.
- balī, en AITS (alfabet internacional de transliteració sànscrita).
- बली en lletra devanagari del sànscrit.
- മഹാബലി en malaiàlam.
- Etimologia: en sànscrit significa ‘ofrena’ (perquè justament representa un rei que li ho lliura tot a Déu).

Pertanyia a la família dels asura (‘dimonis').
Era net del rei Phajlada, molt devot de Vixnu.

## Mite
Aquest rei ―anomenat originàriament Indrasena― provenia de la línia familiar de Diti, una dea mare que apareix ja en el Rigveda (el text més antic de l'Índia, de mitjan II mil·lenni ae). 
Son pare era l'asura Vicocana (fill de Prajlada) i la seua mare Devamba.
La seua germana es deia Manthara (o Dirgha Yijua).
Va créixer sota la tutela del seu avi Prajlada, que li inculcà el sentit del deure i el bhakti (devoció a Vixnu).
Seguint el seu avi, Bali esdevingué rei dels daitia (‘dimonis', descendents de Diti).
Hi hagué prosperitat durant el seu regnat.
Va expandir els seus territoris fins a usurpar Swarga (el Cel).
Els exiliats deva (déus) se'n planyeren al seu protector Vixnu.
Bali, per consell del seu guru, Sukra Acaria, decidí realitzar un ashvamedha (un sacrifici d'un cavall que servia per a demostrar la supremacia d'un emperador sobre tots els reietons).

### Vixnu enganya a Bali
Durant la cerimònia, Vixnu s'hi presenta com el braman Vamana (‘nan') i li demana almoina (com és costum dels sacerdots durant un sacrifici de foc).
Va demanar solament una àrea de terreny equivalent a tres passos.
Bali, que havia fet un vot de no negar-li res a ningú, ràpidament ordena que es complís el desig del nan (ignorant fins i tot les ordres del guru).
Vamana llavors estira la cama i fa el primer pas, que travessa tota la Terra. Després amb el segon pas travessa tot el Cel.
Llavors Bali posa el cap als peus de Vamana.
Li aixafa el cap i l'arrossega al Patala (infern hinduista).
Impressionat, però, per la devoció altruista de Bali, Vixnu li dona permís per visitar els seus súbdits una volta a l'any.

## Percepció a l'Índia
Els hinduistes creuen que era un genuí devot de Déu.
Sukadeva compara el sant cantor Narasinja Metha amb Bali.
Com que Bali havia estat devot de Vixnu, el seu fill Bana no fou assassinat pel déu Krixna.
En el Iogavasistha, el déu Rama pregunta sobre el rei Bali, i el seu guru Vaxista li explica que Bali fou un gran rei sempre protegit per Vixnu.

## Asura contra deva
En l'època del Rigveda (finals del II mil·lenni ae) hi havia dos grups d'aris: els indoaris que creien que la mare dels déus era Aditi, i els iranoaris (dasiu: dimonis) que creien ho era Diti (la bessona d'Aditi).
Bali era descendent d'aquesta segona línia.
L'escriptor D. R. Bhandarkar escriu que el terme rakshasa (dimoni) podria ser equivalent a parsu (perses).
Agrega que aquest terme s'usa juntament amb asura (‘no sura’, o siga, 'dimoni') en el Parxvadigana del gramàtic Pànini.
Altres escriptors creuen que el famós dimoni Hirania Kaxipu (‘or-matalàs' [sexe]) en realitat representa les lluites entre irànics i indis.
L'escriptor Askhoy Mazumdar diu que la branca daitia dels aris podria haver regnat al nord-oest de l'Índia.
Creu que aquesta ètnia ària podria haver estat la que colonitzà l'est i el sud-est de l'Índia.